# NGC 6010
NGC 6010 је лентикуларна галаксија у сазвежђу Змија која се налази на NGC листи објеката дубоког неба.
Деклинација објекта је + 0° 32' 35" а ректасцензија 15h 54m 18,9s. Привидна величина (магнитуда) објекта NGC 6010 износи 12,5 а фотографска магнитуда 13,4. NGC 6010 је још познат и под ознакама UGC 10081, MCG 0-40-13, CGCG 22-48, PGC 56337.